# Paul Lapeira
Paul Lapeira (* 28. května 2000) je francouzský profesionální silniční cyklista jezdící za UCI WorldTeam Decathlon–AG2R La Mondiale.

## Hlavní výsledky
2017
10. místo Ronde du Printemps
2018
Aubel–Thimister–Stavelot
vítěz etapy 2a (TTT)
Tour des Portes du Pays d'Othe
2. místo celkově
vítěz 2. etapy (TTT)
Boucles de l'Oise
10. místo celkově
2019
vítěz GP Saint-Laurent
Giro della Regione Friuli Venezia Giulia
vítěz 1. etapy (TTT)
5. místo Tour de l'Ardèche
Boucle de l'Artois
6. místo celkově
Tour du Beaujolais
7. místo celkově
8. místo GP de Cours-la-Ville
8. místo Grand Prix de Bavay
2020
vítěz Trophée Gilbert Cuménal
vítěz Grand Prix de Bras
vítěz Puyloubier-Sainte Victoire
vítěz Grand Prix des Grattons
2. místo Classic Châtillon-Dijon
Saint-Brieuc Agglo Tour
9. místo celkově
9. místo GP Centre de la France
2021
vítěz Il Piccolo Lonbardia
vítěz Trofeo Città di San Vendemiano
vítěz GP de Saint-Étienne Loire
vítěz Critérium d'Avranches
Tour de Côte d'Or
vítěz 2. etapy
2. místo GP des Carreleurs
3. místo Grand Prix L'Échappée
6. místo Circuit Vallée du Bedat
L'Étoile d'Or
10. místo celkově
2022
4. místo Classic Loire Atlantique
2023
4. místo Polynormande
10. místo Grand Prix de Denain
Giro d'Italia
lídr  po 2. etapě
 cena bojovnosti po 2. etapě

### Výsledky na Grand Tours
| Grand Tour      | 2023 | 2024 |
| --------------- | ---- | ---- |
| Giro d'Italia   | DNF  | —    |
| Tour de France  | —    | 88   |
| Vuelta a España | 109  |      |

| —   | Nezúčastnil se |
| DNF | Nedokončil     |